# グリッドポイント (企業)
グリッドポイント（GridPoint Inc.）は、公共事業がバランスのとれた電力供給と需要を行えるようにするスマートグリッドプラットフォームを開発する、アメリカ合衆国に本拠地を置くクリーンテクノロジー企業である。Equinox Energy Solutionsという社名で発足し、2005年に現社名となった。

## 技術の特徴
プラットフォームのモジュール構成、スケーラブル構成、アップグレーダブル構成は、実証されたテクノロジー（例えば、負荷制御装置と先端電池）の配備を公共事業が行えるようにする。そのプラットフォームは停電からの保護を供給し、エネルギー効率を増加させ、再生可能エネルギー商業化を助成する。グリッドポイントは世界経済フォーラムにより2008年テクノロジー・パイオニア賞の受賞に選ばれた。
グリッドポイントはV2Greenを取得している。

## パートナーシップ
- Control4
- elster
- Silver Spring Network
- A123

その他、ゴールドマン・サックスが投資をしている。